# Dendrita (cristalografía)

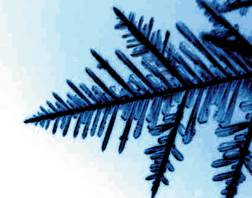
Dendrita de hielo en un copo de nieve.

En el ámbito de la metalurgia, la geología y la cristalografía una dendrita (del griego δενδρον (dendron), árbol) es una estructura con ramificaciones repetitivas característica de los procesos de crecimiento de los cristales.
Los mismos pueden formarse durante el enfriamiento de metal fundido, la forma se produce por acción de un proceso de crecimiento rápido a lo largo de direcciones cristalográficas energéticamente favorables. El crecimiento de dendritas influye de manera importante sobre las propiedades que posee el material resultante.
A veces también se forman dendritas sobre rocas cuando agua con alto contenido en hierro y manganeso fluye por fisuras naturales entre capas de caliza. Son producto de la evaporación de estas aguas que, al penetrar en los poros de las rocas, depositan las sales disueltas formando incrustaciones y agregados típicos en forma de un árbol. Se forman en un ambiente sedimentario.

## Dendritas en metales

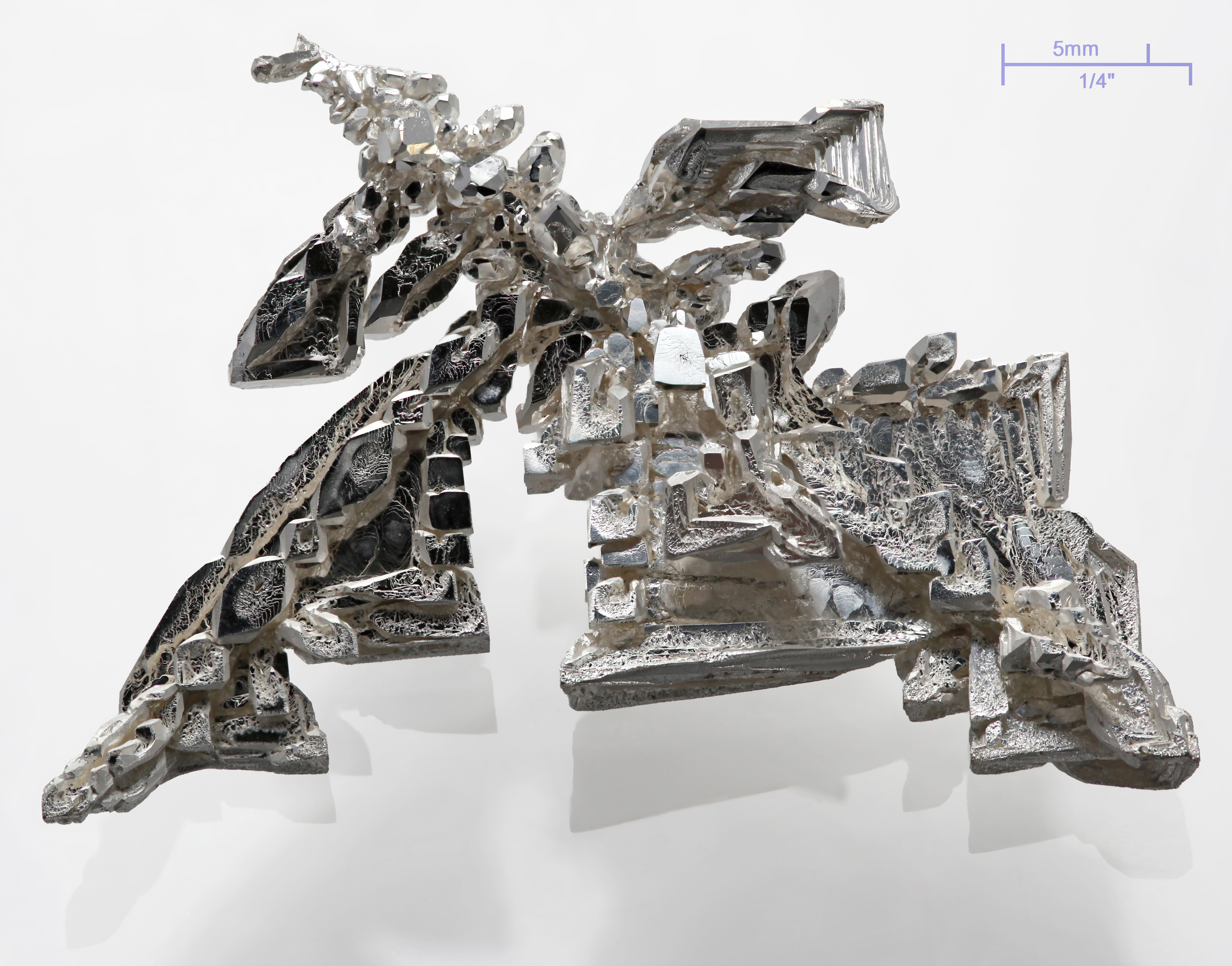
Un cristal de plata, electrolítico con estructuras dendríticas visibles.

Las dendritas por lo general se forman en aleaciones multifase. Para que se produzcan es preciso que el metal fundido se sobreenfríe por debajo del punto de solidificación del metal. Por el contrario, si los ritmos de enfriamiento son lentos, el frente de solidificación será plano y estable. Pero a ritmos de enfriamientos más rápidos, la solidificación puede realizarse en forma tan rápida que la concentración de la aleación en el frente de solidificación será distinta de la concentración promedio en el sistema. Este aumento de la concentración origina un punto de fusión más elevado que impide la solidificación en proximidades del frente. La solidificación también libera energía, lo cual se opone a la solidificación. A una pequeña distancia del frente de solidificación, la concentración es más favorable al proceso de solidificación además de que la temperatura es menor. Esto aumenta la velocidad de solidificación en los puntos más prominentes, lo que produce la formación de la dendrita. Es de destacar que una interfase curva es menos favorable desde un punto de vista energético, por lo tanto las dendritas en este caso serán mucho menos agudas. 
Si el metal se enfría lentamente, la nucleación de nuevos cristales es menor que a grandes subenfriamientos. Las dendritas producidas serán de mayores dimensiones. Por el contrario, un ciclo de enfriamiento rápido con un gran subenfriamiento aumentará la cantidad de núcleos y por lo tanto reducir el tamaño de las dendritas que se produzcan (y a menudo producen granos de menores dimensiones). 

## Mineralogía y paleontología

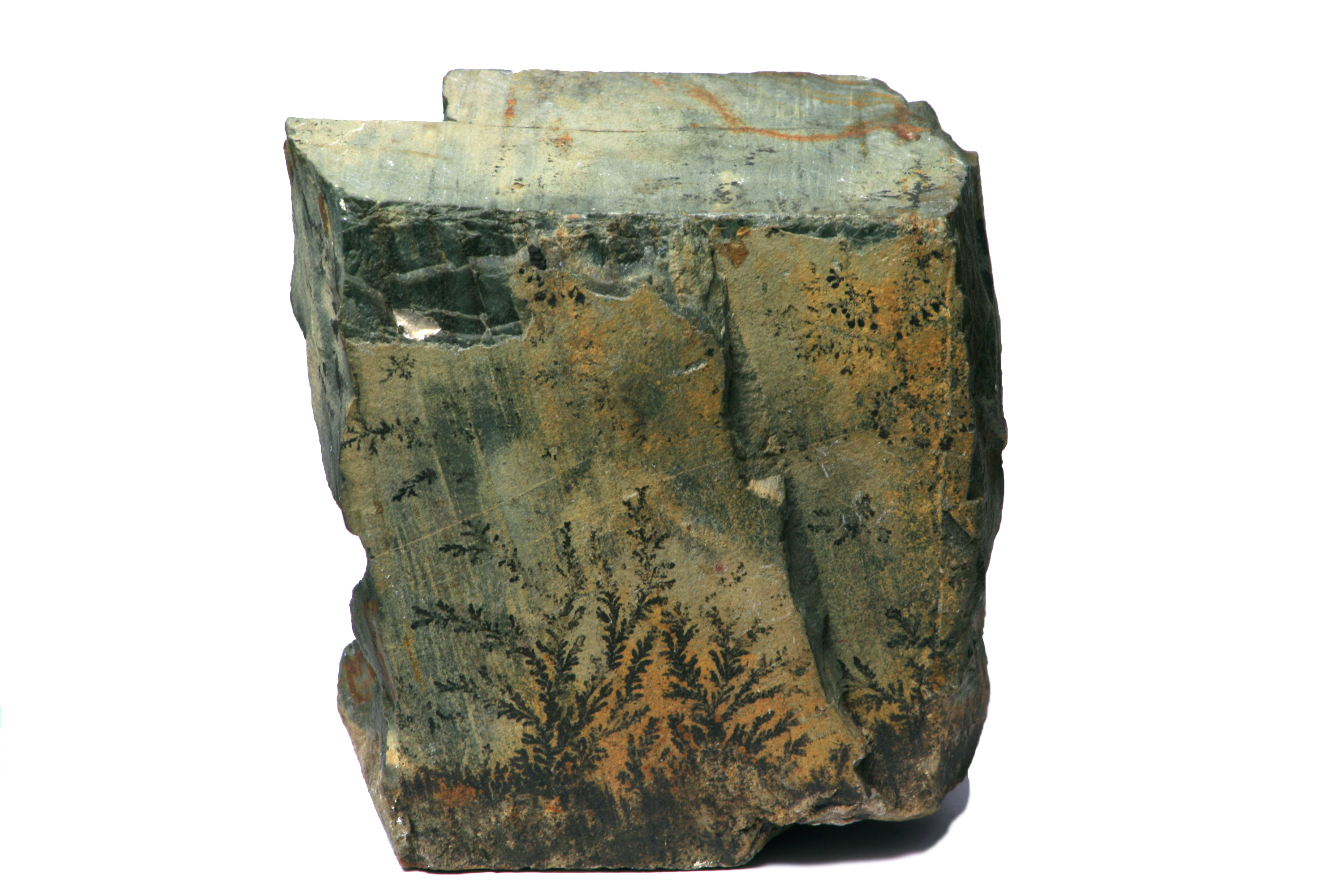
Ejemplo de dendrita de óxidos de manganeso, mal llamada pirolusita.

En la paleontología, a menudo se confunden cristales minerales dendríticos con restos fósiles. Estos pseudofósiles se forman cuando fisuras naturales de la roca acumulan soluciones minerales que percolan a través de la roca. Las mismas se forman cuando agua rica en manganeso y hierro fluye por fracturas y lechos entre capas de caliza y otras rocas, depositando cristales dendríticos al fluir. Varios óxidos de manganeso e hidróxidos participan de este proceso, tales como:
- birnessita (Na4Mn14O27·9H2O)
- coronadita (PbMn8O16)
- criptomelana (KMn8O16)
- hollandita (BaMn8O16)
- romanechita ((Ba,H2O)Mn5O10)
- todorokita ((Ba,Mn,Mg,Ca,K,Na)2Mn3O12·3H2O)

La identificación visual del mineral es imposible, siendo incluso difícil la identificación por difracción de rayos x. Actualmente no se conocen dendritas que contengan pirolusita.
Una forma tridimensional de dendrita se forma en las fisuras de cuarzo, formando ágata moss.